# Myriam Bernauer
Myriam Bernauer, née le 18 novembre 1966 à Mulhouse, est une footballeuse internationale française.

## Biographie
Elle commence sa carrière au FC Baldersheim en 1982. En 1986, elle part à l'ASPTT Strasbourg, où elle jouera jusqu'en 1996, à l'exception de la saison 1989-1990, probablement jouée aux SR Colmar.
En 1996, elle s'engage avec l'ASPTT Mulhouse, avec qui elle ne joue qu'une saison. En 1997, elle part finir sa carrière au SC Schiltigheim.
Elle joue son premier match international contre l'équipe d'Irlande en mars 1987. Elle est sélectionnée à 24 reprises jusqu'en 1993, et participe notamment aux éliminatoires du Championnat d'Europe de football féminin.